# ダイヤルゲージ

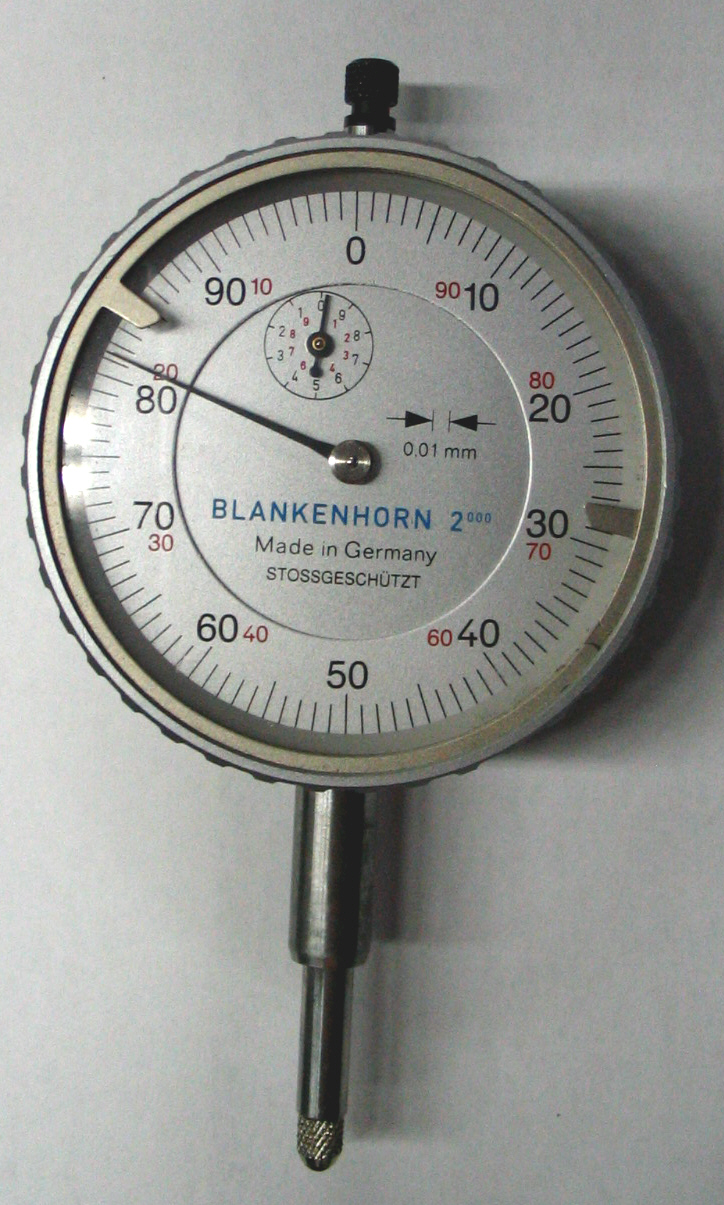
ダイヤルゲージ

ダイヤルゲージ（独: Messuhr、英: Dial gauge)とは、短い直線距離を正確に測るための道具（計測器）である。
アナログ式のものは、測定子が付いたスピンドルの直線運動を歯車（ラックアンド・ピニオン）によって回転運動に変換し、さらに歯車を用いて拡大し、目盛りと指針でその動きの大きさを表す。 測定域 0-10mm 目量1/100mmが一般的である。 目量1/1000mmの製品も存在する。
デジタル式のものは、測定子が付いたスピンドルの直線の動きをエンコーダーを用いて読み取り、液晶や表示器にエンコーダーが読み取った値を表示する。

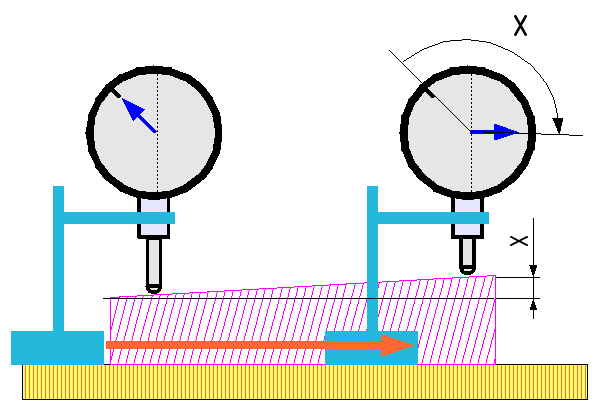
計測方法の一例

ほかの計測機器の様に直接数値を測るのではなく、基準との差を計測したり、平行出しをするのに使われることが多い。また、旋盤など一部の工作機械を使用する際に、回転軸やそれに装着されている物の振れを計測するのにも使われる。

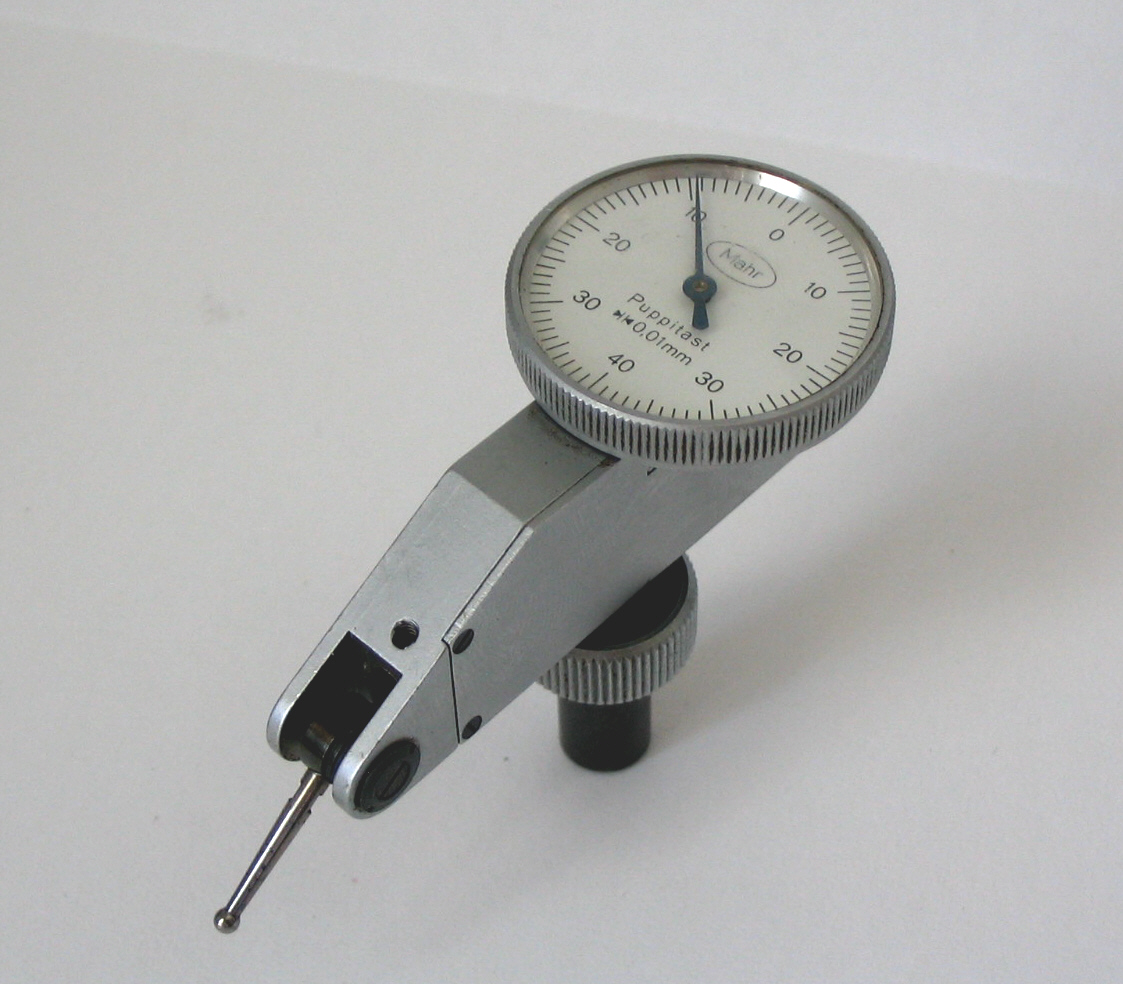
ダイアルインジケータ（てこ式ダイヤルゲージ）

ダイアルインジケータ（てこ式ダイヤルゲージ）というものもある。

## 主な製造メーカー

### 日本
- 尾崎製作所
- ミツトヨ
- シチズンファインデバイス
- 新潟精機
- テクロック

### 海外
- マール
- ダイヤテスト
- オスカーシュベンク
- テサ
- シルバック
- ジロータスト

## 応用製品
- シックネスゲージ
- シリンダーゲージ
- ダイヤルキャリパーゲージ
- ダイヤルディプスゲージ
- 環状ばね型力計
- ゴム・プラスチック硬度計
- ロックウェル硬度計